# Mungo Park
Pour les articles homonymes, voir Mungo Park (homonymie).
Mungo Park, né le 11 septembre 1771 à Fowlshiels (Écosse) et mort en 1806 à Boussa (Nigeria), est un explorateur écossais. Il est l'un des premiers occidentaux à explorer le fleuve Niger.

## Biographie
Mungo Park est né à Fowlshiels dans le Selkirkshire le 11 septembre 1771 dans une famille de fermiers aisés.  Après avoir fait des études de médecine à Édimbourg il devient chirurgien. Il est ensuite recruté comme médecin par la Compagnie des Indes orientales et fait un premier voyage pour l'Asie, qui le conduit à Sumatra. En 1794, de retour en Angleterre,  passionné de voyages, il se porte volontaire à l’Association africaine de Londres pour trouver les sources du fleuve Niger. À cette époque, comme pour le Nil en Afrique orientale, la principale énigme géographique de l'Afrique de l’Ouest est le cours du Niger, fleuve qui, en raison du relief, prend sa source à quelques centaines de kilomètres de la côte mais fait une boucle de 4 000 km à l'intérieur, avant de regagner le golfe de Guinée. Les géographes européens ne connaissent de ce grand fleuve que ce qu'en avait dit Pline qui avait parlé de Niger, puis Al Idrissi et Léon l'Africain. Or ce dernier avait embrouillé les choses en prétendant que le Niger coulait vers l'ouest. Les hypothèses les plus fantaisistes se heurtent. 

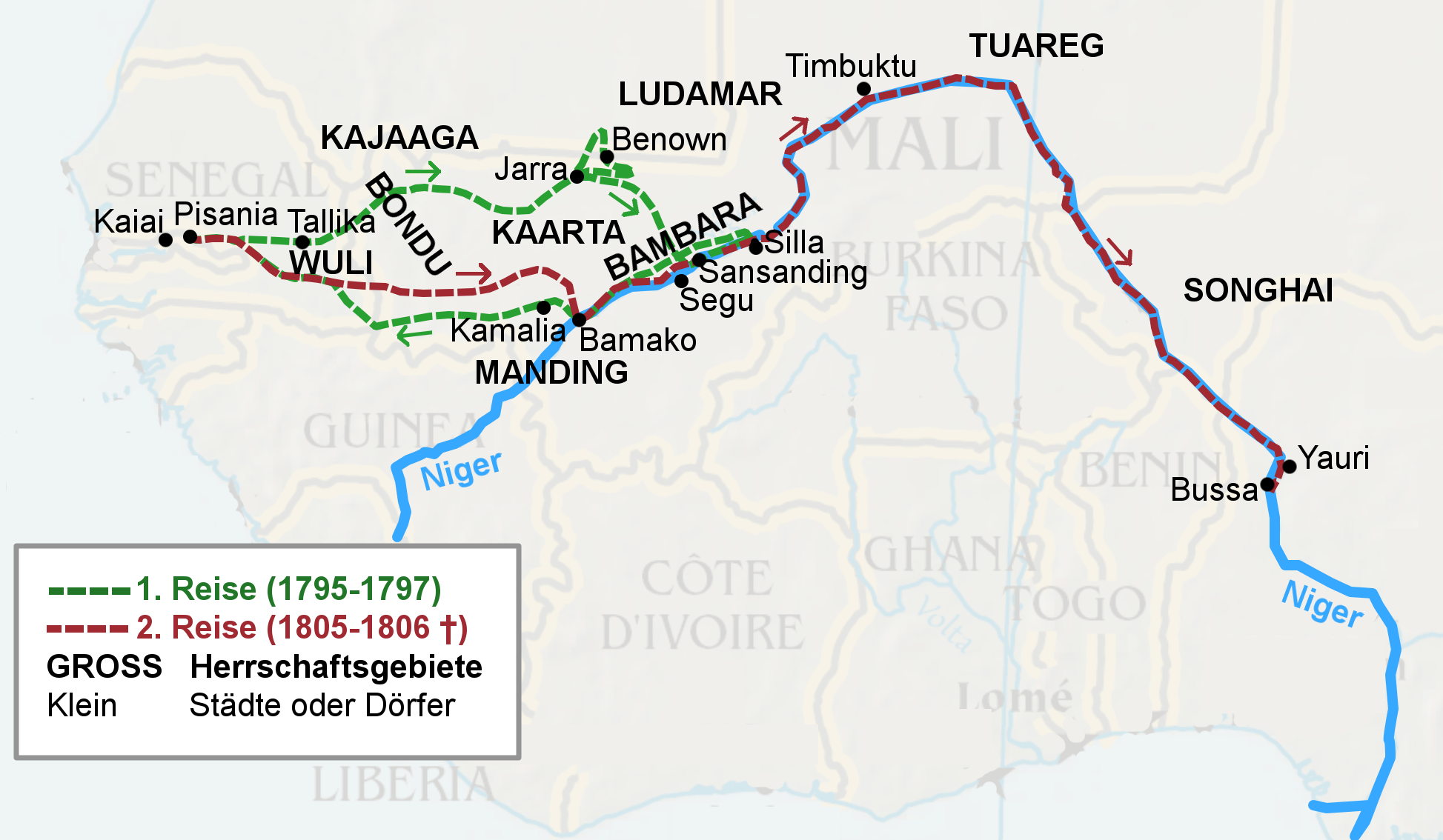
Les voyages de Mungo Park (carte en allemand).

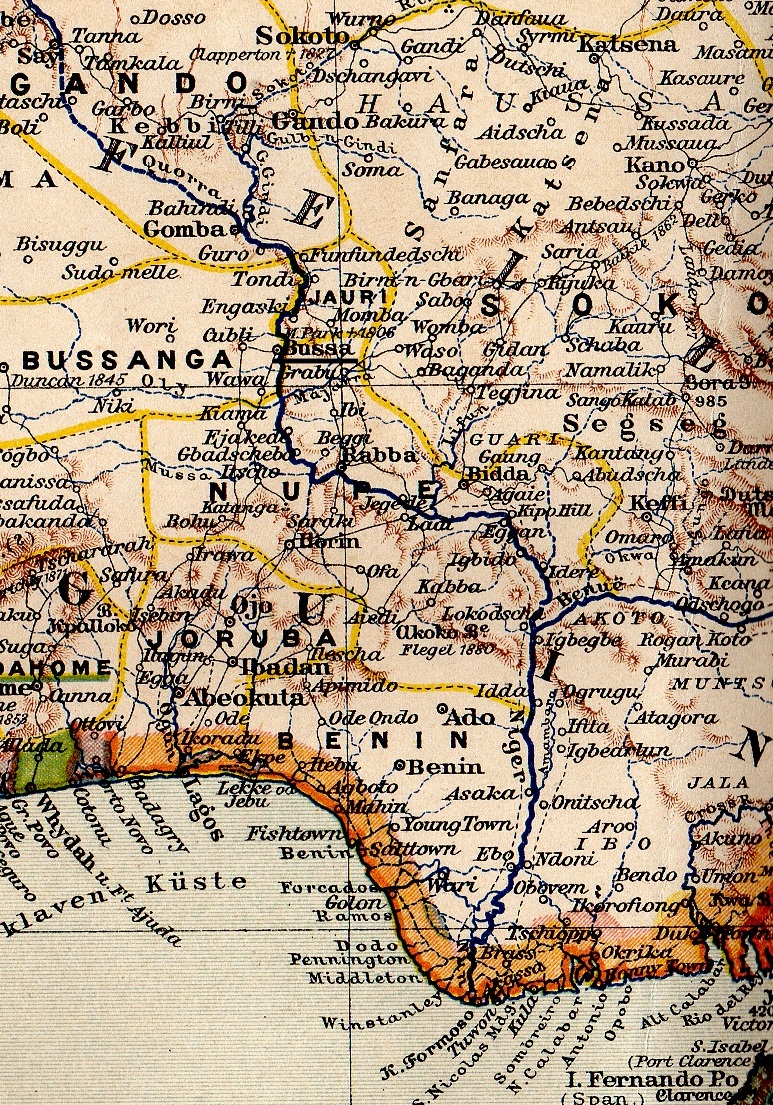
Localisation de Boussa (territoire du « Borgu-Bussanga ») sur une carte allemande de 1889 (noter la mention M.Park † 1806).

Mungo Park propose de reprendre les explorations de Houghton et part le 22 mai 1795 pour la Gambie. Le 21 juin 1795, il atteint l'embouchure de la Gambie et il remonte le fleuve jusqu'au comptoir de Pisania. Il apprend le dialecte local grâce au médecin du comptoir et commence son périple dans les terres en décembre 1795. Il traverse le lit du Sénégal, visite le Moullé, le Bondou, le Kaarta et est arrêté par les Maures et fait prisonnier pendant quatre mois par leur chef Ali qui le traite en esclave. Il arrive à s'échapper dans le désert seul sans presque rien à boire et à manger. Après trois semaines de souffrances, il atteint la ville de Ségou, où il peut enfin voir le Niger. Il remonte le fleuve sur 110 km mais, épuisé et malade, décide de rejoindre Ségou. Averti par des indigènes, il apprend que la ville est tombée aux mains de son ancien geôlier. 
Il décide alors de rallier la ville de Kamalia. La saison des pluies ayant commencé, le voyage est alors encore plus pénible que dans le désert. Il arrive épuisé à Kamalia et reste plusieurs jours entre la vie et la mort. Remis sur pied, il décide de se joindre à une caravane d'esclaves qui rejoint la côte. Six mois plus tard, de retour au Royaume-Uni, il publie le récit de son voyage.
En 1803, alors exerçant la médecine à Peebles, à la demande de son gouvernement, il accepte de mener une nouvelle expédition sur le Niger. Il repart le 30 janvier 1805, avec le chirurgien Alexander Anderson et le dessinateur George Scott, à la tête d'un détachement de 35 hommes et 4 charpentiers et une dotation de 4 000 livres, à Gorée, puis rallie Bamako. Il construit un bateau qu'il nomme le HMS Djoliba pour descendre le Niger. La maladie et les embuscades des autochtones déciment l'expédition : il perd 33 de ses compagnons. Malgré ces difficultés, il atteint Sansanding le 16 novembre puis descend le Niger sur 1 600 km, avant d'être attaqué par les Haoussas. Sur le point d'être submergé, il se retire vers le fleuve où il se noie avec ses compagnons restants, à proximité de Boussa. Un guide et un porteur rescapés ont rapporté sa fin tragique.
Isaaco, et plus tard Lander, récupérèrent certains des effets de Park, mais son journal ne fut jamais retrouvé. En 1827, son second fils, Thomas, débarqua sur la côte de Guinée, dans l'intention de rallier Boussa, où il pensait que son père aurait pu être retenu prisonnier ; mais après avoir pénétré d'une courte distance à l'intérieur des terres, il fut frappé de fièvres et mourut. La veuve de Park, Allison, mourut en 1840.

## Botanique
Une abréviation standard est attribuée à Mungo Park. Il n'était pas auteur en botanique mais eut la responsabilité d'herbiers lors d'explorations.

## Postérité
C'est sur son intrusion sur les rives du Djoliba (fleuve Niger) et l'effervescence qu'il suscite au sein de la population des environs que s'ouvre le premier tome de Ségou, le célèbre roman historique de l'écrivaine guadeloupéenne Maryse Condé.

### Bibliographie

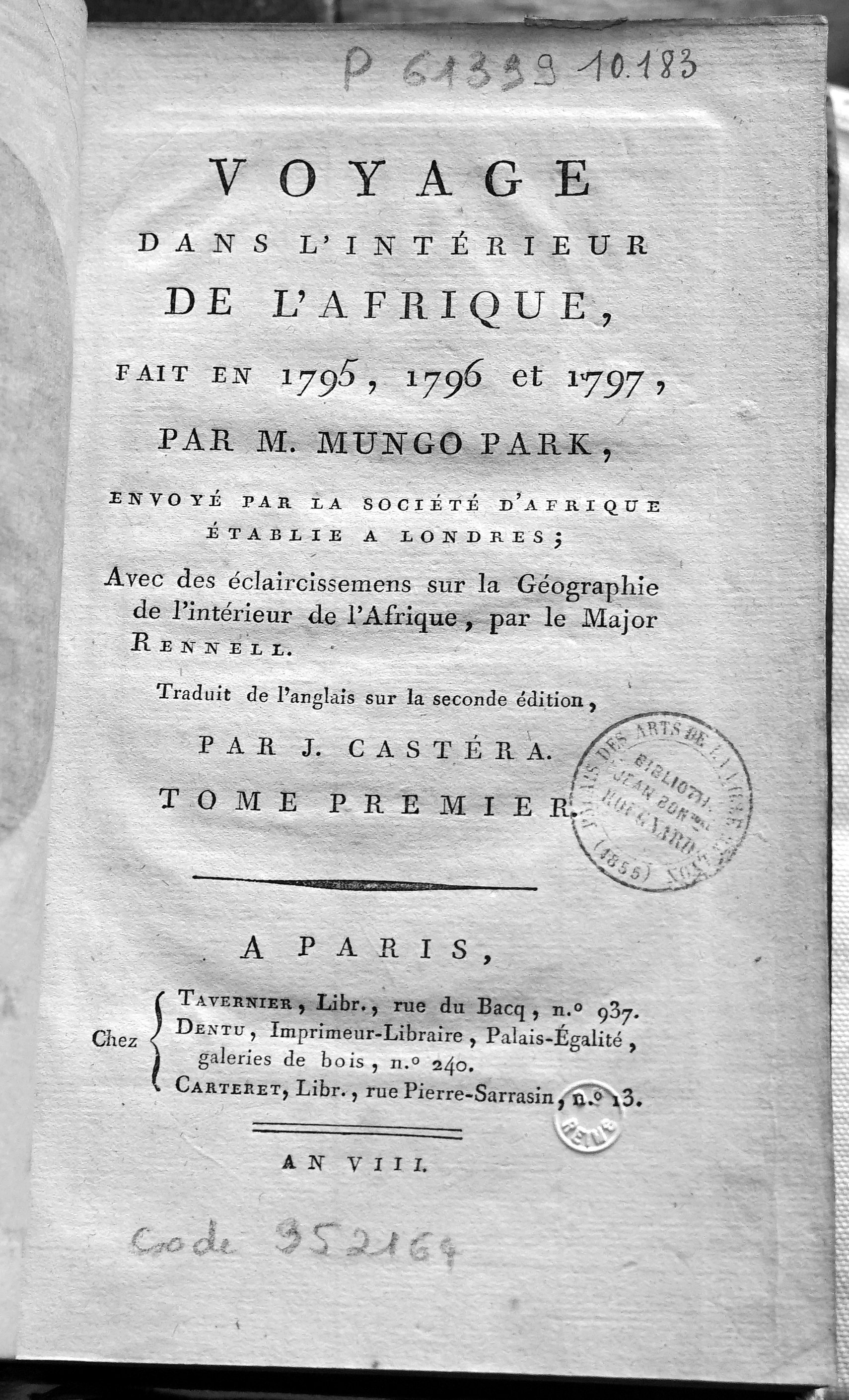
La traduction de Voyage... traduit par Jean-Henri Castéra en 1800.